# カーボン紙

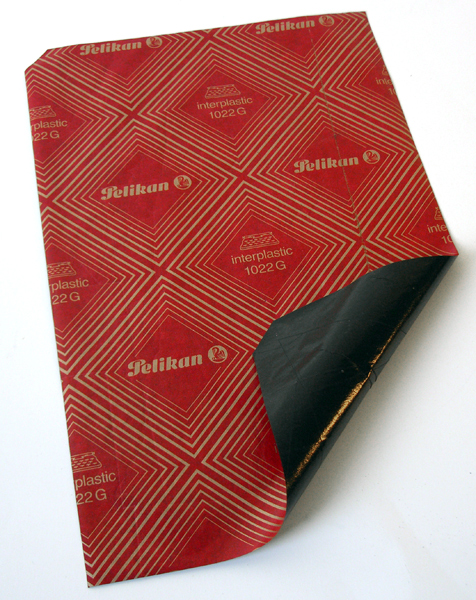
カーボン紙

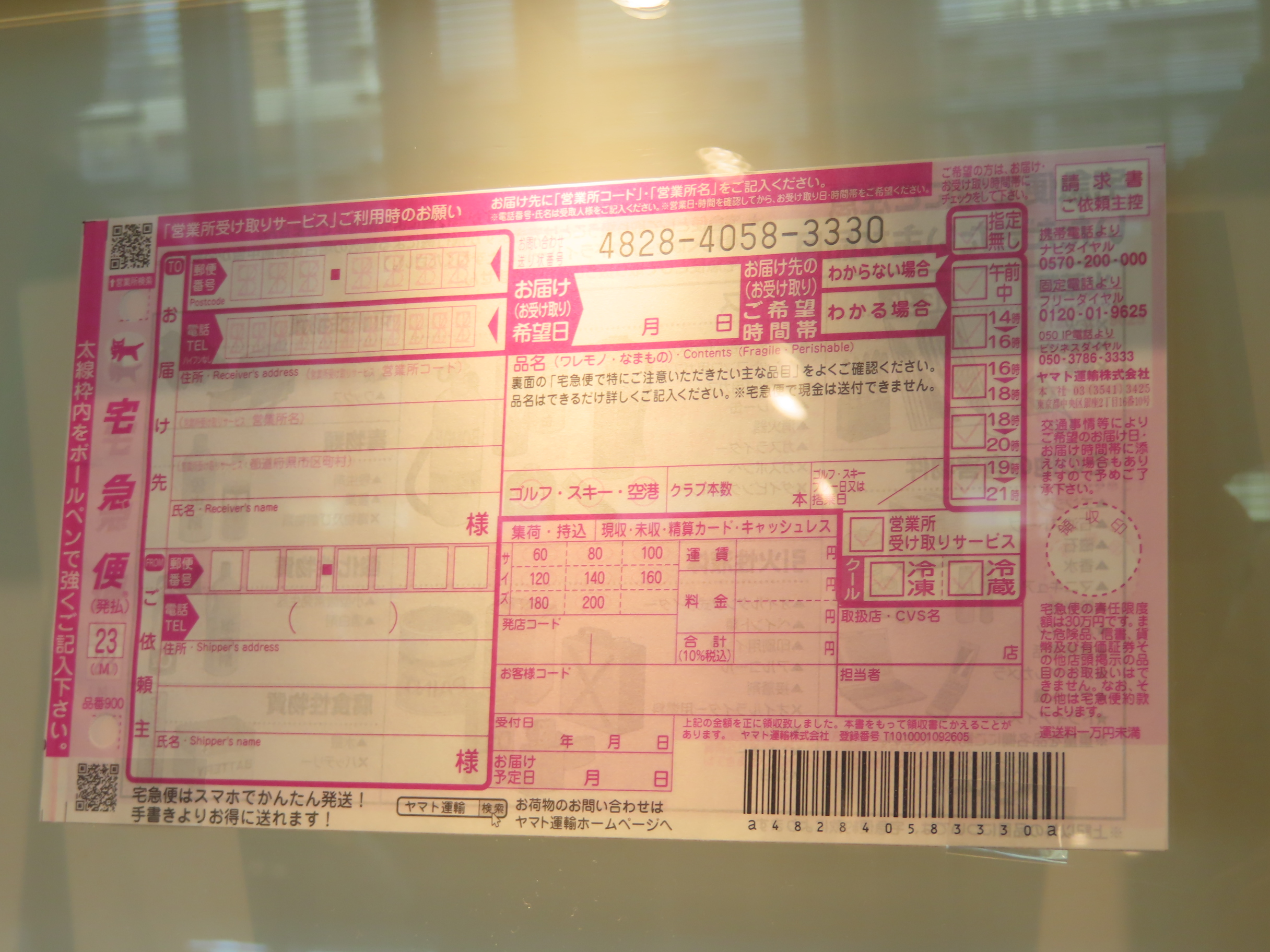
カーボン紙を用いた発送伝票（送り状）

カーボン紙（カーボンし）とは、手書き文字の複写を行うために書類の間に挟んで用いる紙。略して「カーボン」ということもある。筆圧が表面の紙を通じてカーボン紙、さらにカーボン紙の下の紙に伝わり、カーボン紙の下面に塗布されたインクが下の紙に裏写りする仕組み。インパクトプリンタの複写用紙としても使用される。

## 用途
複写機（コピー機）が無かった時代、事務作業には一般に黒色または青色で文字を複写するのにカーボン紙が用いられた。筆記する紙と複写させる紙の間にカーボン紙を挟んで上から筆記すると筆圧で転写したい紙のほうに転写される。
実際の事務ではボールペンも普及していない時代から用いられたが、簡単に消すことができる鉛筆書きの文書を正本の記録にすることを避けるため、紙を3枚を重ねてその間にカーボン紙を挟んで使用された。この場合、1枚目が鉛筆書きとなり、2枚目を正本、3枚目を控えとした。ボールペンが普及すると紙を2枚重ねてその間にカーボン紙を挟んで用いるようになった。このように用紙に挟んで使用するカーボン紙はワンタイムカーボン紙という。
その後、手書き用の入力伝票などにはカーボン紙を挟む手間を省ける裏カーボンの複写用紙（バックカーボン紙、裏カーボン紙）が使用されるようになった。バックカーボン紙（裏カーボン紙）は伝票などの用紙の裏面に直接カーボンが塗布してあるものでカーボン紙を用紙の間に挟まなくても下の紙に複写される。バックカーボン紙では複写が必要な手書きの部分にだけカーボンを塗布すればよく、複写が必要な部分にだけカーボンを塗布したものをスポットカーボンという。
さらに別の紙に塗布されたカーボンが転写されるのではなく、紙自体が筆圧（打撃）で発色する感圧発色型の複写用紙（ノーカーボン紙）がカーボン紙に代わって使用されるようになった。
なお、印字と同時に複写するのではなく経済的に後処理で大量に複写するためのヘクトカーボンという用紙を使った技術も用いられた。

## 歴史
- 1806年 - イギリスのラルフ・ウェッジウッドが発明。
- 1908年 - 日本で西垣商会がカーボン紙を発売[4]。
- 1954年 - アメリカ合衆国のNCR社がノーカーボン紙を発明。以後、カーボン紙の需要は減少する。

## 燃料電池におけるカーボン
燃料電池で使用される「カーボンペーパー」は文書の複写に使われるものとは全く関係なく、炭素でできたマイクロファイバーを平らなシートにしたものである。膜電極アセンブリの触媒層を通して試薬を拡散させるための電極として用いられる。